# 정유휘성황후
정유휘성황후 한록로씨(貞裕徽聖皇后 罕祿魯氏, ?년 음력 3월 22일 ~ 1320년/1329년 음력 4월 26일) 또는 카를루크씨, 매래적 비자(邁來迪 妃子, Маалайдай) 혹은 마리달 비자(瑪里達 妃子)는 원나라의 명종의 후궁이자 추존 황후이다. 
튀르크계 카를루크(葛邏祿) 출신 사람으로, 원나라 명종(明宗) 쿠살라(和世㻋)의 후궁이자, 원 혜종(元惠宗) 토곤테무르(妥懽帖睦爾)의 생모(生母)였다. 1211년 징기스칸에게 항복한 카라한 한국 카를룩족의 족장 아르슬란의 후손이다. 본명은 말리아타리인데, 한자로는 매래적 또는 마리달로 음역된다. 그는 생전 황후가 아니었으며, 사후 아들 토곤테무르가 황제가 되면서 1336년 황후로 추존되었다.

## 생애
투르크계 부족인 카를루크족 출신이다. 1211년 칭기즈 칸에게 투항한 군왕(君王) 아아시란(阿兒厮蘭)의 후예이자, 조부(祖父)는 아리술올(阿里術兀), 부친(父親)은 첩목질아(帖木迭兒)이다. 일설에는 고려계 혈통 혼혈이라는 전승이 있으나 불확실하다. 정확한 생년은 전하지 않으며 생일은 음력 3월 22일이다.
원 명종(元明宗) 쿠살라가 주왕(周王)시절, 제위계승에서 밀려나 차가타이 한국으로 망명하여 중앙아시아 카를루크에 머물고 있을 때, 카를루크(葛邏祿)족의 추장인 첩목질아의 딸인 그녀와 인연이 있어 1317년 첩목질아는 딸 마라다이를 쿠살라에게 주었다. 쿠살라는 귀국후 그를 비(妃)로 삼았다. 원사에 의하면 연우 2년(1320년), 그녀는 토곤테무르(妥懽帖睦爾)를 낳다가 사망했다. 그러나 토곤테무르에 의하면 그는 1329년까지 살아있었다 한다. 쿠살라 칸은 1329년 2월 오르콘 강을 건너 귀국, 1329년 8월 대도 북쪽의 옹구차트에서 열린 연회에서 갑자기 사망한다. 이후 그녀의 행적은 알려진 것이 없다.
일설에는 그가 쿠빌라이 칸에게 투항한 송 공제의 첩, 또는 송 공제의 아들의 첩이라는 설이 있으나 불분명하다. 사망일자는 음력 4월 26일이며, 1320년에 사망했다는 설과 1329년에 사망했다는 설이 있다. 그의 아들 토곤테무르(妥懽帖睦爾)는 부다시리 카툰이 그를 불에 태워 죽였다고 주장했다 한다.
1333년, 토곤테무르가 원 혜종(元惠宗)으로 즉위했다. 지원 2년(1336년) 2월 19일, 원 혜종은 자신의 생모(生母)의 시호를 정유휘성황후(貞裕徽聖皇后)라 하였다.

## 관련 항목
- 원 순제
- 기황후